# Kari Nielsen
Kari Nielsen (* 26. Mai 1959) ist eine ehemalige norwegische Fußballspielerin, die auch Mitglied der Frauennationalmannschaft war.

## Karriere
Nielsen bestritt für die Auswahl Norwegens 49 Länderspiele. Dabei gelangen ihr 14 Treffer. Ihr größter Erfolg war der Gewinn der Frauen-Europameisterschaft 1987. Sie spielte beim heimischen Verein Asker SK. Dort trainiert sie eine Mädchenmannschaft.